# José Antonio Bermúdez
José Antonio Bermúdez (Madrid, 1943 - 21 de juny de 2018) és un enginyer de so de cinema espanyol, guanyador de tres Goya al millor so. Va començar a treballar amb el seu germà Marcos als estudis Moro i Cinearte. Va aprendre amb Enrique Molinero Rey i Jesús Jiménez i sovint va treballar amb l'editor José Salcedo Palomeque.
Va començar al cinema com a ajudant de so a Avisa a Curro Jiménez de Rafael Romero Marchent (1978), després fou encarregat de so a Colegas (1982) i El amor brujo de Carlos Saura (1986). Després de treballar a La estanquera de Vallecas (1987), Divinas palabras, Matar al Nani (1988) i a la sèrie de dibuixos animats Los trotamúsicos (1989), el 1992 va obtenir el seu primer Goya al millor so per Orquesta Club Virginia. Repetiria el guardó el 1994 amb Los peores años de nuestra vida i el 1995 amb El día de la bestia. No en guanyaria cap més, tot i que fou nominat el 1998 per El abuelo, el 2001 per Sin noticias de Dios, el 2002 per Hable con ella, el 2005 per Ninette, el 2006 per Volver, el 2007 per Siete mesas de billar francés i el 2008 per Sangre de mayo.

## Filmografia parcial
- Sangre de mayo (2008)
- Siete mesas de billar francés (2007)
- Volver (2006)
- Desde que amanece apetece (2005)
- Reinas (2005)
- Tiovivo c. 1950 (2004)
- Héctor (2004)
- La mala educación (2004)
- Soldados de Salamina (2003)
- Los novios búlgaros (2003)
- Alas rotas (2002)
- Hable con ella (2002)
- Sin noticias de Dios (2001)
- You're the one (una historia de entonces) (2001)
- Leo (2000)
- Plata quemada (2000)
- Segunda piel (1999)
- El corazón del guerrero (1999)
- Pepe Guindo (1999)
- Se buscan fulmontis (1999)
- Todo sobre mi madre (1999)
- El abuelo (1998)
- Los años bárbaros (1998)
- Mensaka (1998)
- Cosas que dejé en La Habana (1997)
- Carne trémula (1997)
- La herida luminosa (1997)
- Territorio Comanche (1997)
- Mirada líquida (1996)
- Tierra (1996)
- Matías, juez de línea (1996)
- La flor de mi secreto (1995)
- Entre rojas (1995)
- El rey del río (1995)
- La teta i la lluna (1994)
- Los peores años de nuestra vida (1994)
- Canción de cuna (1994)
- Huevos de oro (1994)
- El laberinto griego (1993)
- Orquesta Club Virginia (1992)
- Los trotamúsicos (1989)
- Matar al Nani (1988)
- Divinas palabras (1987)
- La estanquera de Vallecas (1986)
- El amor brujo (1986)
- Mar brava (1983)
- Colegas (1982)
- El carnaval de las bestias (1980)
- Cariño mío, ¿qué me has hecho? (1979)
- Avisa a Curro Jiménez (1978)